# Fredrik Lindström (comediante)

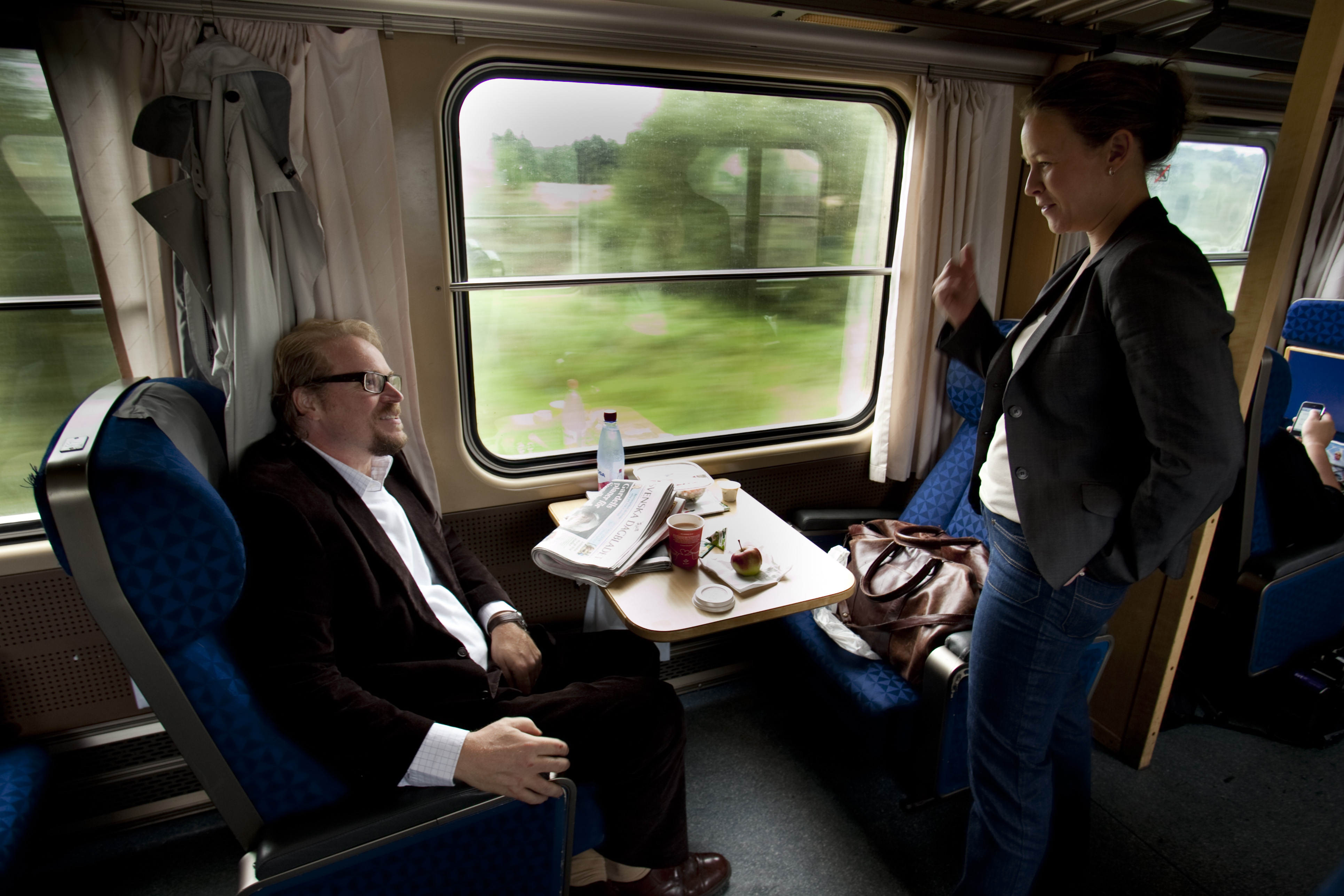
Fredrik Lindström

Fredrik Lindström es un comediante, cineasta e historiador popular sueco. 

## Educación y carrera
Fredrik nació en junio de 1963. Entre los años 1979 y 1982 tocó la batería en una banda de metal se llama Crystal Pride. 
Fredrik tiene un B.A. en lenguas nórdicas, historia de la literatura e historia de las ideas. Terminó la escuela de periodismo en 1989. Se doctoró historia de la lengua nórdica. 
He comenzó su carrera pública en 1993 en una programa de radio que se llama Hassan. Fredrik fue el presentador de los programas “Värsta språket” (Peor idioma), “Svenska dialektmysterier” (Misterios suecos dialectos), “Världens modernaste land” (El país más moderno del mundo), “Vad är en människa?” (Que es un humano?) y “På spåret” (De la ranura).  Ha dirigido dos películas: “Vuxna människor” en1999 (Personas crecido) y “Känd från TV” en 2001 (Famoso de la televisión).

## La vida privada
Entre los años 1988 y 1994 Fredrik estuvo casado con Lotten von Hofsten. Desde 2005 hasta 2012 ha estado casado con Sun Fors Lindström. Fredrik tiene dos hijas.
- Datos: Q332401
- Multimedia: Fredrik Lindström / Q332401